# Quase-guerra
A Quase-guerra (Quase-guerre em francês), foi um período de conflitos marítimos envolvendo Estados Unidos e França, entre 1798 e 1800, que se deflagrou durante a presidência de John Adams, o termo “quase” se deve ao fato de nunca ter sido declarado um confronto entre os dois países, apesar de algumas batalhas navais terem sido travadas. Nos Estados Unidos, o conflito é chamado de Quasi-War, Guerra não-declarada com a França ou Meia-guerra. Os combates navais tiveram lugar na costa oriental da América do Norte, no Mar das Antilhas e no Mar do Caribe. A quase-guerra terminou com a assinatura do Tratado de Mortefontaine.
Depois que a Monarquia francesa foi abolida em 1792, os Estados Unidos se recusaram a continuar pagando sua dívida com a França, que tinha dado suporte ao país durante a Guerra Revolucionária, os americanos passaram a alegar que sua dívida era com o antigo regime do país. Ao mesmo tempo a França se sentiu ultrajada após a assinatura do tratado de Jay, que ampliou as relações comerciais entre Estados Unidos e a Grã-Bretanha, mesmo com os franceses em guerra com os britânicos. O governo francês então autorizou que seus corsários atacassem embarcações mercantes dos Estados Unidos, que por sua vez começou a retaliar os ataques da mesma forma.

## História

### Causas

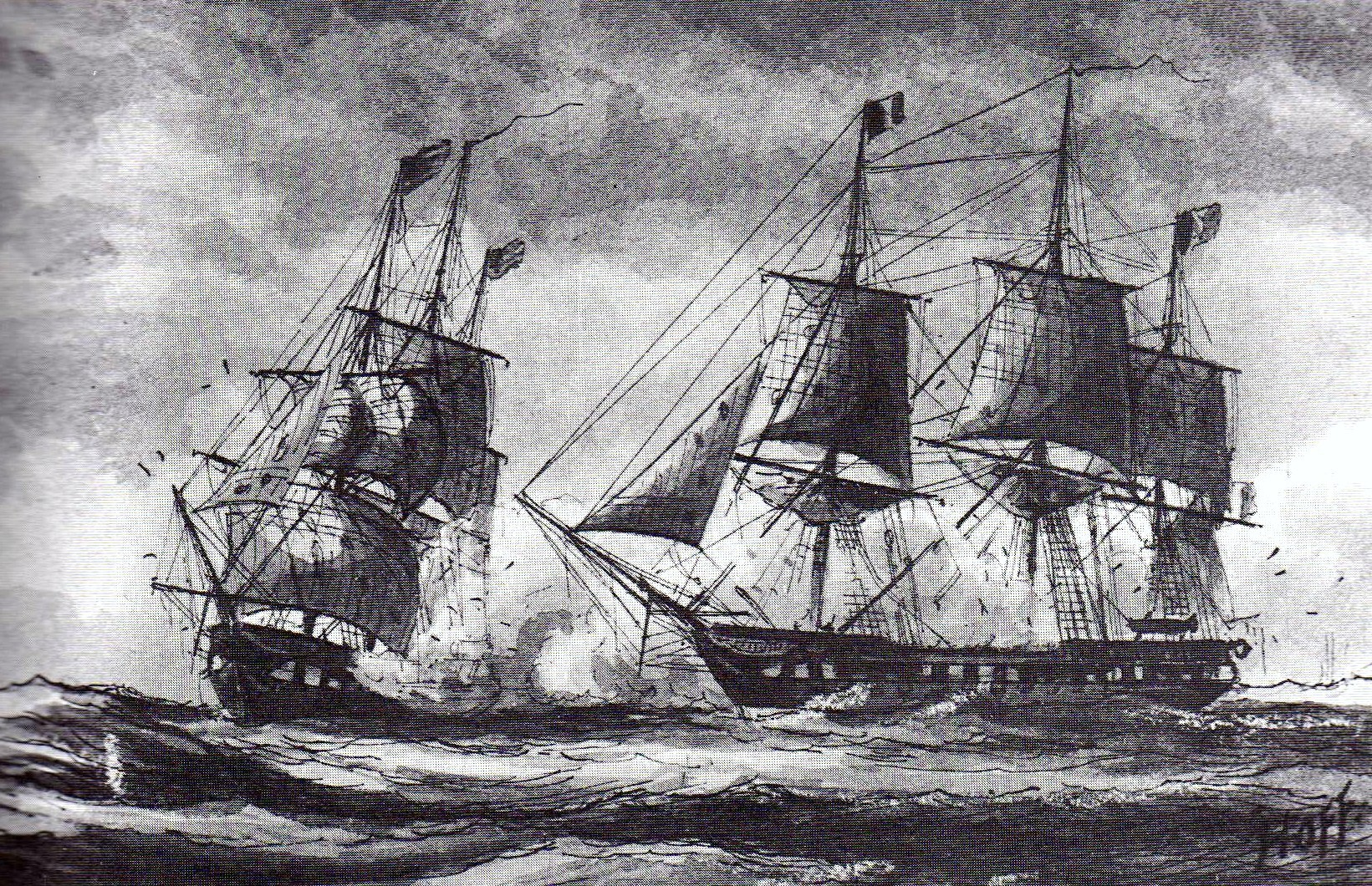
Combate naval entre fragatas da França e dos Estados Unidos na quase-guerra

A história por trás da Quase-guerra remonta o processo de independência dos Estados Unidos da América, quando o Reino da França em 1778, passou a ser um grande aliado dos colonizadores rebelados que buscavam a ruptura das relações com a Grã-Bretanha, um tratado de aliança seria assinado entre os dois países, firmando uma cooperação durante a Guerra Revolucionária Americana.  Contudo o rei da França Luís XVI seria deposto em 1792, junto com a abolição da monarquia francesa, o que faria com que o tratado entre os dois países começasse a ruir.
Em 1794 o governo americano assina um acordo com a Grã-Bretanha, chamado de tratado de Jay, que seria ratificado nos anos seguintes. O novo acordo resolveu vários problemas entre os dois países, problemas esses que vinham desde o processo de independência americano. O novo acordo encorajou o comércio bilateral, potencializando as relações econômicas entre os países, o que foi extremamente benéfico principalmente para os Estados Unidos, que viram sua receita com exportação crescer de 33 milhões de dólares, para 94 milhões de dólares, entre 1794 e 1801.
Os Estados Unidos declararam neutralidade durante o conflito entre a Grã-Bretanha e a França Revolucionária, ao mesmo tempo o país passou a se recusar a continuar pagando a dívida que havia contraído durante a guerra de independência, dizendo que aqueles valores eram devidos ao antigo regime francês. A França se sentindo ultrajada, autorizou que navios americanos que estivessem realizando comércio com a Grã-Bretanha fossem tomados e levados aos portos para que fossem vendidos. Além disso o governo francês se recusou a aceitar que o novo ministro americano Charles Cotesworth Pinckney, fosse até Paris em dezembro de 1796, cortando relações diplomáticas.
O presidente americano John Adams em sua mensagem anual ao congresso no fim de 1797, informou que o governo francês se recusava a aceitar negociações com o governo americano, e que temia que um confronto poderia acontecer entre as duas nações. Adams ofereceu o cargo de tenente-general do exército à George Washington que seria o comandante-em-chefe do exército criado para o possível conflito, Washington aceitaria a oferta e assumiria o posto. Enquanto isso a marinha francesa vinha infligindo grandes perdas aos americanos. Em 1797 a França havia capturado um total de 316 navios mercantes americanos, que não tinham a mínima capacidade de se defender dos ataques, já que sua marinha de guerra tinha sido abolida ao fim da guerra revolucionária.  
O aumento das depredações dos corsários franceses levou o governo, em 1798, a estabelecer o Departamento da Marinha e o Corpo de Fuzileiros Navais dos EUA para defender a crescente frota mercante americana. Benjamin Stoddert foi apontado como Secretário da Marinha. O Congresso autorizou o presidente a adquirir, armar e equipar no máximo doze navios de até vinte e dois canhões cada.
O Congresso rescindiu os tratados com a França em 7 de julho de 1798, e dois dias depois o congresso aprovou uma legislação que autorizava o uso de força militar contra navios de guerra franceses nas águas americanas. Para fazer o uso mais eficaz de seus recursos limitados, o secretário Stoddert estabeleceu uma política em que as forças americanas se concentrariam em ataques contra as forças francesas no Caribe, onde a França ainda possuía colônias, embora às vezes ele tivesse que conceder pedidos de escolta de navios mercantes.

### Disputas navais
Os confrontos navais durante a quase-guerra primariamente consistiram em pequenas operações na costa dos Estados Unidos e do Caribe, no inicio dos conflitos os Estados Unidos contavam em sua marinha com 25 navios, que patrulhavam as áreas ao sul da costa do país e também procuravam por navios franceses no Caribe. Os corsários franceses geralmente resistiam as prisões, como o navio La Croyable, que foi capturado em 7 de julho de 1798. Em 20 de novembro a escuna USS Retaliation, foi capturada pelas fragatas francesas Insurgente e Volontaire, porém o USS Retaliation seria recapturado em 1799. Em 9 de fevereiro de 1799, a fragata Constellation capturou o navio francês L’Insurgente e infligiu grandes danos ao La Vengeance.
Em meio aos embates que se sucederam, no começo de maio de 1799 o capitão Silas Talbot, organizou uma expedição com destino à Puerto Plata na ilha de Hispaniola, a expedição de Talbot capturou o forte costeiro espanhol em Puerto Plata e uma corveta francesa. Após a invasão francesa de Curaçao em julho, as corvetas americanas USS Patapsco e USS Merrimack começaram um bloqueio da ilha em setembro que levou à retirada francesa. Em 12 de outubro, a fragata Boston capturou a corveta Le Berceau. Em 25 de outubro, a USS Enterprise derrotou o brigue francês Flambeau perto da ilha de Dominica, no mar do Caribe. A Enterprise também capturou oito corsários e libertou onze navios mercantes dos EUA que se encontravam em cativeiro, enquanto a Experiment capturou os corsários franceses Deux Amis e Diane e libertou vários navios mercantes americanos.
As perdas navais americanas durante os confrontos foram pequenas, porém os franceses conseguiram até o fim dos confrontos em 1800, capturar segundo algumas fontes, mais de 2000 navios mercantes americanos, o que representou um grande prejuízo ao governo do país.

## Envolvimento da Marinha Real Britânica
A Grã-Bretanha também se encontrava em conflito com os franceses na época da quase-guerra, porém não houve uma ação conjunta entre os ingleses e americanos durante o conflito, no entanto, os britânicos venderam uma grande quantidade de armas e munições navais ao governo dos Estados Unidos, e as duas marinhas compartilharam um sistema de sinais para que pudessem reconhecer os navios de guerra do outro no mar e permitir que seus mercadores se juntassem aos comboios um do outro por segurança.

## Fim das hostilidades
No final de 1800, a Marinha dos Estados Unidos e a Marinha Real, passaram a apresentar uma postura diplomática mais conciliatória pelo governo do Primeiro Cônsul Napoleão Bonaparte, que havia reduzido a atividade dos corsários e navios de guerra franceses. A Convenção de 1800, assinada em 30 de setembro, encerrou a quase-guerra. Afirmou os direitos dos americanos como neutros no mar e revogou a aliança com a França de 1778. No entanto, não conseguiu indenizar os 20 milhões de dólares que eram reivindicados pelo governo francês. O acordo entre as duas nações garantiu implicitamente que os Estados Unidos permaneceriam neutros em relação à França nas guerras de Napoleão e encerraram a antiga aliança com o país europeu, aliança essa que só havia sido benéfica para os americanos entre 1778 e 1783, durante a Guerra Revolucionária Americana.